# Episodi di Padre Brown (decima stagione)
La decima stagione della serie televisiva Padre Brown è stata interamente pubblicata sulla piattaforma streaming BBC iPlayer il 6 gennaio 2023. Inoltre, è stata trasmessa dal 6 gennaio al 10 marzo 2023 sul canale BBC One.
In questa stagione lasciano il cast principale Sorcha Cusack nel ruolo della signora McCarthy e Jack Deam nel ruolo dell'ispettore Mallory. Entra nel cast principale Claudie Blakley che interpreta la signora Devine e torna tra i protagonisti Tom Chambers nei panni dell'ispettore Sullivan.
In Italia, la stagione è stata trasmessa dal 22 gennaio al 2 febbraio 2024 su LA7.
| nº | Titolo originale      | Titolo italiano               | Pubblicazione Regno Unito | Prima TV Regno Unito | Prima TV Italia  |
| -- | --------------------- | ----------------------------- | ------------------------- | -------------------- | ---------------- |
| 1  | The Winds of Change   | Venti di cambiamento          | 6 gennaio 2023            | 6 gennaio 2023       | 22 gennaio 2024  |
| 2  | The Company of Men    | Circolo per gentiluomini      | 6 gennaio 2023            | 13 gennaio 2023      | 23 gennaio 2024  |
| 3  | The Gardeners of Eden | I giardinieri dell'Eden       | 6 gennaio 2023            | 20 gennaio 2023      | 24 gennaio 2024  |
| 4  | The Beast of Wedlock  | La bestia di Wedlock          | 6 gennaio 2023            | 27 gennaio 2023      | 25 gennaio 2024  |
| 5  | The Hidden Man        | L'uomo nascosto               | 6 gennaio 2023            | 3 febbraio 2023      | 26 gennaio 2024  |
| 6  | The Royal Visit       | La visita reale               | 6 gennaio 2023            | 10 febbraio 2023     | 29 gennaio 2024  |
| 7  | The Show Must Go On   | Lo spettacolo deve continuare | 6 gennaio 2023            | 17 febbraio 2023     | 30 gennaio 2024  |
| 8  | The Sands of Time     | Le sabbie del tempo           | 6 gennaio 2023            | 24 febbraio 2023     | 31 gennaio 2024  |
| 9  | The Wheels of Wrath   | Le ruote della collera        | 6 gennaio 2023            | 3 marzo 2023         | 1º febbraio 2024 |
| 10 | The Serpent Within    | La serpe in seno              | 6 gennaio 2023            | 10 marzo 2023        | 2 febbraio 2024  |